# Jessie (série télévisée)
Pour les articles homonymes, voir Jessie.
Camp Kikiwaka
Jessie est une série télévisée américaine en 101 épisodes d'environ 23 minutes créée par Pamela Eells O'Connell et diffusée entre le 30 septembre 2011 et le 16 octobre 2015 sur Disney Channel et sur Family au Canada.
En France, en Suisse, et en Belgique la série est diffusée en avant-première le 30 décembre 2011, le reste a 2011 diffusé entre le 3 janvier 2012 et le 28 novembre 2017 sur Disney Channel France et au Québec, depuis le  sur VRAK.TV le 1er janvier 2013 et le 1er septembre 2017 sur La Chaîne Disney et depuis le 7 avril[Quand ?] sur la plateforme svod Disney+.

## Synopsis
Jessie, jeune femme de 18 ans avec des rêves plein la tête, a décidé de quitter la base militaire de Texas où elle a grandi pour partir à New York. Son père, sergent-chef dans la Marine, est strict : il lui a dit qu'elle pouvait rester longtemps à New York seulement si elle trouvait du travail.
Jessie trouve un travail de nourrice et loge désormais dans un penthouse de plusieurs millions de dollars sur le Upper West Side avec la riche famille Ross, qui comprend les parents Morgan et Christina, qui font partie de la jet-set, et leurs quatre enfants turbulents : Emma (leur fille biologique), Luke (leur fils adoptif originaire de Detroit), Ravi (leur fils adoptif originaire d'Inde) et Zuri (leur fille adoptive originaire d'Ouganda). Il y a aussi l'animal de la famille, Mme Kipling, un varan.
Désormais dans un nouvel univers qui lui promet de nombreuses expériences, Jessie se lance dans de nouvelles aventures dans la grande ville de New York. Elle est aidée par le sarcastique Bertrand, majordome de la famille, et de Tony, le portier.

## Distribution

### Acteurs principaux
- Debby Ryan (VF : Manon Azem) : Jessica "Jessie" Prescott
- Peyton Roi List (VF : Alice Orsat)  : Emma Evangeline Brooks Ross
- Cameron Boyce (VF : Maeldan Wilmet) : Lucas "Luke" Philibert Ross
- Karan Brar (VF : Victor Quilichini) : Ravi Gupta Balasubramanium Ross
- Skai Jackson (VF : Clara Quilichini) : Zuri Zenobia Ross
- Kevin Chamberlin (VF : Jean-Loup Horwitz) : Bertrand (Bertram en VO) Winkle

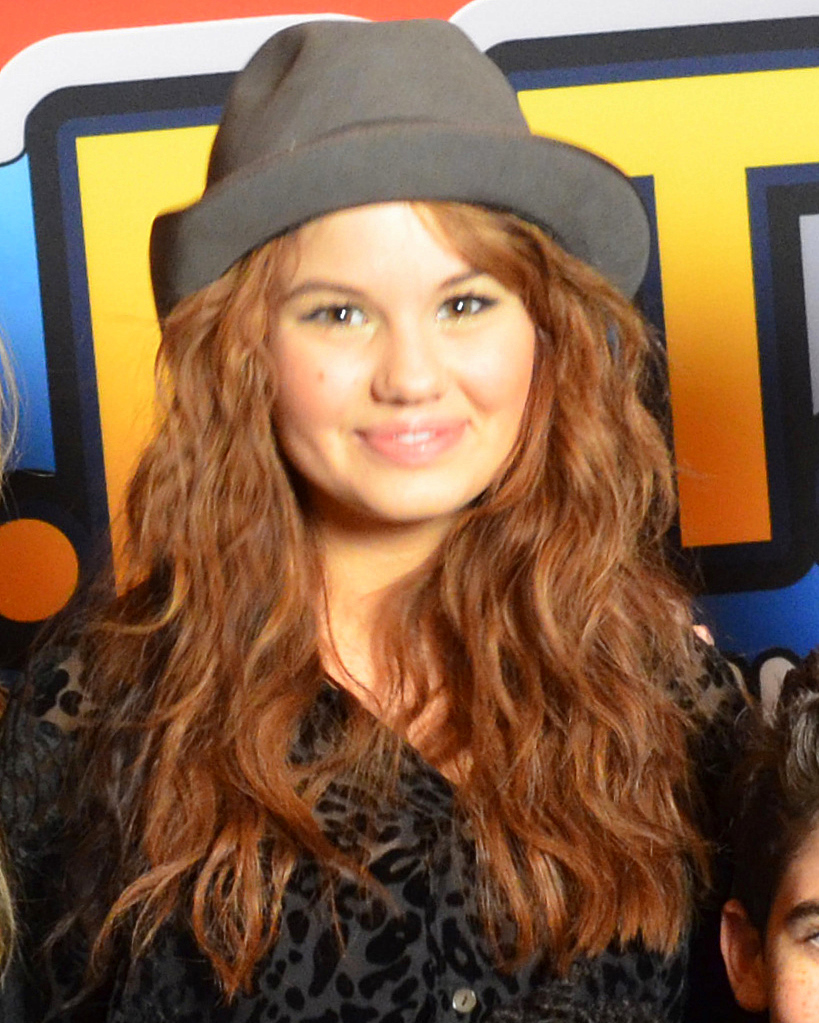
Debby Ryan interprète Jessie Prescott.
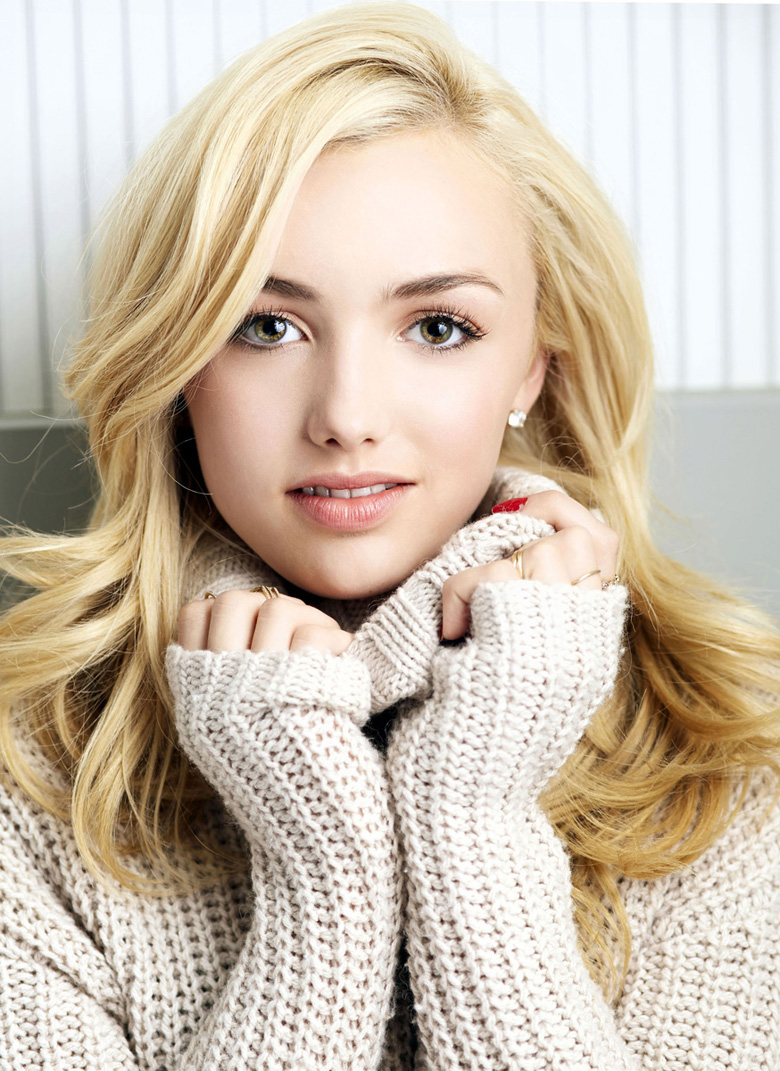
Peyton Roi List interprète Emma Evangeline Brook Ross.
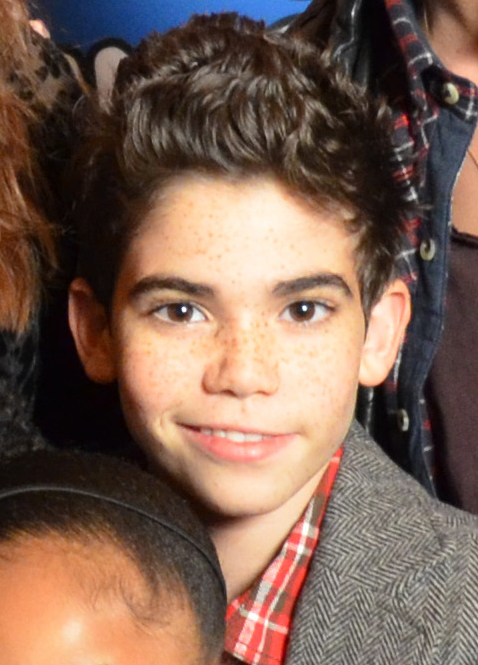
Cameron Boyce interprète Luke Philibert Ross.
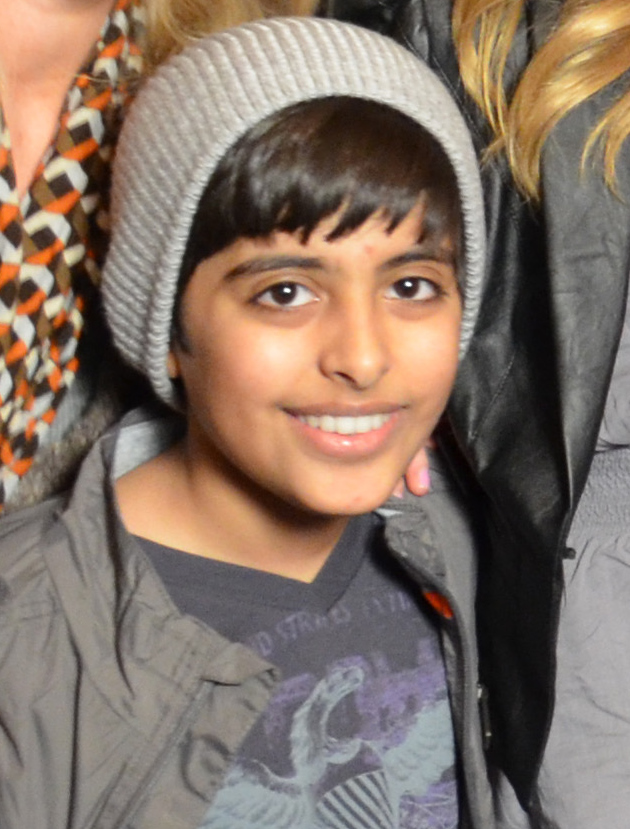
Karan Brar interprète Ravi Ross.
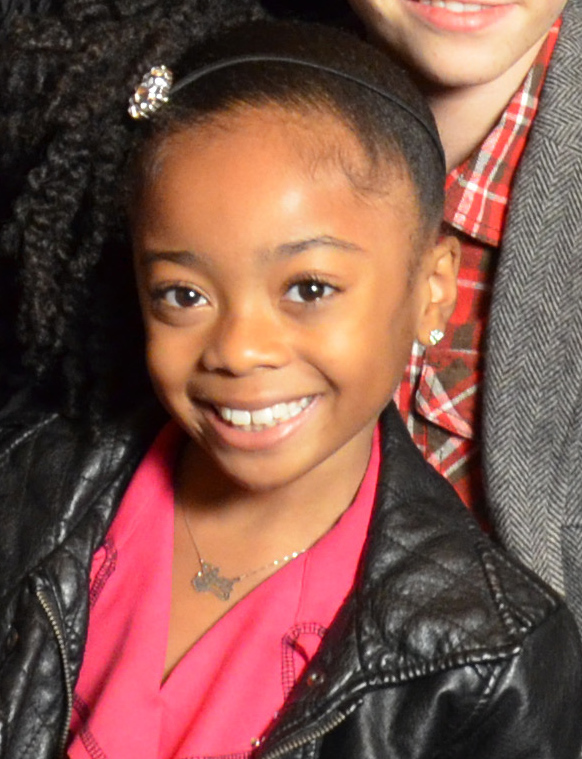
Skai Jackson interprète Zuri Ross.
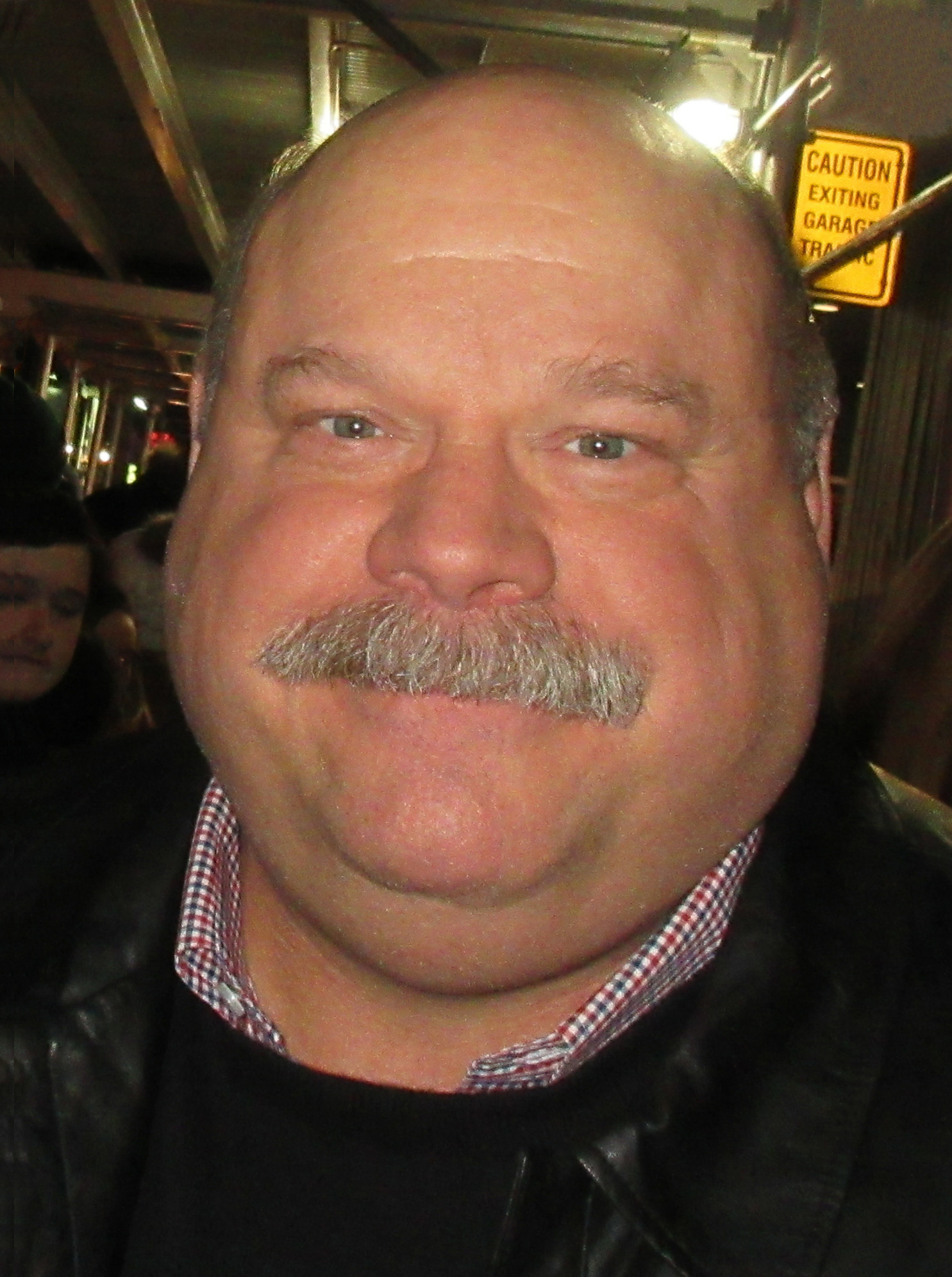
Kevin Chamberlin interprète Bertrand.

### Acteurs récurrents
- Chris Galya (VF : Hervé Grull) : Tony Chiccolini
- Charles Esten (VF : Éric Aubrahn) : Morgan Ross
- Christina Moore (VF : Annabelle Roux) : Christina Ross
- Joey Richter : l'officier Peter
- Jennifer Veal (en) : Nounou Agatha / Nounou Angela
- Frank : Mme Kipling
- Kelly Gould (en) (VF : Emmylou Homs) : Rosie (saison 2)
- Carolyn Hennesy (en) (VF : Brigitte Aubry) : Rhoda Chesterfield
- Josie Totah (VF : Octave Jagora) : Stuart Wooten
- Pierson Fodé (VF : Gabriel Bismuth-Bienaimé) : Brooks Wentworth (5 épisodes)

### Invité(e)s
- Molly Burnett (en) (VF : Olivia Luccioni) : Darla Shannon (saison 3, épisode 1)
- Sierra McCormick (VF : Claire Tefnin) : Franny la « Frappadingue » (saison 1, épisodes 7 et 23 et saison 3, épisode 11)
- Garrett Backstrom : Vincent Liotta (saison 1, épisode 17)
- Adam Sandler : lui-même
- Maia Mitchell : Shaylee Michaels (saison 2, épisode 10 et saison 3, épisode 26)
- John DeLuca : Timmy Finkleberg « McD » (saison 2, épisode 10)
- Katherine McNamara : Bryn Brietbart (saison 2, épisodes 15 et 24)
- James Patrick Stuart (VF : Guillaume Orsat) : le lieutenant-colonel John Wayne « J. W. » Prescott (saison 3, épisode 1)
- Kate Flannery (VF : Marie-Christine Robert) : le caporal Cookie (saison 3, épisode 1)
- Molly Shannon : le colonel Beverly Shannon (saison 3, épisode 1)
- Garrett Clayton (VF : Adrien Larmande) : Earl (saison 3, épisode 4)
- Stefanie Scott : Maybelle (saison 3, épisode 9)
- Genevieve Hannelius : Mackenzie « Mack » (saison 3, épisode 11)
- Michelle Obama (VF : Pauline Larrieu) : elle-même (saison 3, épisode 13)
- Kyla Drew Simmons : Taylor Harris (saison 3, épisode 13)
- The Vamps : eux-mêmes (saison 4, épisode 14)
- Chris Paul : lui-même (saison 4)
- Jace Norman : Finch

### De la sérieAustin & Ally
- Ross Lynch (VFB : Maxime Donnay) : Austin Moon (saison 2, épisode 6)
- Laura Marano (VFB : Séverine Cayron) : Ally Dawson (saison 2, épisode 6)
- Raini Rodriguez (VFB : Alice Ley) : Trish Delarosa (saison 2, épisode 6)
- Calum Worthy (VFB : Nicolas Matthys) : Dez Wade (saison 2, épisode 6)

### De la sérieBonne chance Charlie
- Bridgit Mendler (VFB : Mélanie Dermont) : Teddy Duncan (saison 3, épisode 7)
- Jason Dolley (VFB : Gauthier de Fauconval) : P.J Duncan (saison 3, épisode 7)

### De la sérieLiv & Maddie
- Joey Bragg (VFB : Alessandro Bevilacqua) : Joey Rooney (saison 3, épisodes 26 et 27)
- Tenzing Norgay Trainor (VFB : Émilie Guillaume) : Parker Rooney (saison 3, épisodes 26 et 27)

### De la sérieLa Vie de croisière de Zack et Cody
- Phil Lewis (VF : Laurent Morteau) : Mario Moseby (saison 4, épisode 5)

Version française :
- Société de doublage : Dubbing Brothers[4],[5]
- Direction artistique : Isabelle Ganz[4]
- Adaptation des dialogues : Ghislaine Gozes & Véronique Tzéréthéli[4]

 Source et légende : version française (VF) sur RS Doublage et Doublage Séries Database

## Production
Le 12 mars 2012, Disney Channel a renouvelé la série pour une deuxième saison et un téléfilm est en développement. Elle a été diffusée à partir du 5 octobre 2012 aux États-Unis. À partir de cette deuxième saison, Debby Ryan devient co-productrice de la série.
Le 28 mars 2013, la série a été renouvelée pour une troisième saison diffusée à partir du 5 octobre 2013 aux États-Unis.
Le 20 mai 2014, la série a été renouvelée pour une quatrième saison. Le 5 mai 2014, Debby Ryan passe derrière la caméra et réalise son premier épisode alors que son personnage doit se marier avant la fin de la saison.
Le 25 février 2015, Disney Channel annonce officiellement que la série prendrait fin à sa quatrième saison, ce qui porte la série à un total de 101 épisodes. Le même jour, Disney a commandé un spin-off. Peyton List, Karan Brar et Skai Jackson reprendront donc leur rôle respectif d'Emma, Ravi et Zuri dans Camp Kikwaka diffusé sur Disney Channel (États-Unis) depuis 31 juillet 2015.

## Épisodes
| Saison | Saison | Épisodes | États-Unis        | États-Unis        | France          | France           |
| Saison | Saison | Épisodes | Début de saison   | Fin de saison     | Début de saison | Fin de saison    |
| ------ | ------ | -------- | ----------------- | ----------------- | --------------- | ---------------- |
|        | 1      | 26       | 30 septembre 2011 | 7 septembre 2012  | 3 janvier 2012  | 20 octobre 2012  |
|        | 2      | 28       | 5 octobre 2012    | 13 septembre 2013 | 6 février 2013  | 30 novembre 2013 |
|        | 3      | 27       | 5 octobre 2013    | 28 novembre 2014  | 19 février 2014 | 13 décembre 2014 |
|        | 4      | 20       | 9 janvier 2015    | 16 octobre 2015   | 13 avril 2015   | 30 novembre 2015 |

### Première saison (2011-2012)
| №  | #  | Titre français                          | Titre original                    | Diffusions française | Diffusions originale | Code prod. |
| -- | -- | --------------------------------------- | --------------------------------- | -------------------- | -------------------- | ---------- |
| 1  | 1  | Une nounou à New York                   | New York, New Nanny               | 30 décembre 2011     | 30 septembre 2011    | 101        |
| 2  | 2  | Bravo M. Kipling !                      | The Talented Mr. Kipling          | 10 janvier 2012      | 7 octobre 2011       | 103        |
| 3  | 3  | Mauvais Karma                           | Used Karma                        | 3 janvier 2012       | 14 octobre 2011      | 102        |
| 4  | 4  | La Partie de Paintball                  | Zombie Tea Party                  | 18 janvier 2012      | 21 octobre 2011      | 104        |
| 5  | 5  | Stars d'un jour                         | One Day Wonders                   | 25 janvier 2012      | 28 octobre 2011      | 105        |
| 6  | 6  | La Nouvelle amie de Zuri                | Zuri's New Old Friend             | 15 février 2012      | 4 novembre 2011      | 107        |
| 7  | 7  | Quand l'amour fait peur                 | Creepy Connie Comes a Callin'     | 1er février 2012     | 18 novembre 2011     | 109        |
| 8  | 8  | Un Noël pas si joyeux !                 | Christmas Story                   | 14 mars 2012         | 9 décembre 2011      | 106        |
| 9  | 9  | La Star de cinéma                       | Star Wars                         | 12 avril 2012        | 6 janvier 2012       | 114        |
| 10 | 10 | Mon petit frère, cet inconnu            | Are You Cooler than a 5th Grader? | 12 avril 2012        | 20 janvier 2012      | 111        |
| 11 | 11 | Les Aventures du métro de New York      | Take the A-Train... I Think?      | 29 février 2012      | 27 janvier 2012      | 110        |
| 12 | 12 | Le Diadème                              | Romancing the Crone               | 12 avril 2012        | 10 février 2012      | 112        |
| 13 | 13 | Un vrai conte de fées                   | The Princess and the Pea Brain    | 12 avril 2012        | 24 février 2012      | 113        |
| 14 | 14 | Attention nounou dangereuse !           | World Wide Web of Lies            | 15 mai 2012          | 9 mars 2012          | 108        |
| 15 | 15 | Une éducation originale                 | The Kid Whisperer                 | 22 mai 2012          | 30 mars 2012         | 115        |
| 16 | 16 | Ravi mène l’enquête                     | Glue Dunnit: A Sticky Situation   | 5 juin 2012          | 13 avril 2012        | 118        |
| 17 | 17 | Emma est amoureuse                      | Badfellas                         | 12 juin 2012         | 27 avril 2012        | 120        |
| 18 | 18 | Le Concours de beauté                   | Beauty & the Beasts               | 12 juin 2012         | 11 mai 2012          | 122        |
| 19 | 19 | Les Jumelles                            | Evil Times Two                    | 26 juin 2012         | 8 juin 2012          | 116        |
| 20 | 20 | Tempête dans une tasse de thé           | Tempest In a Teacup               | 20 octobre 2012      | 22 juin 2012         | 119        |
| 21 | 21 | Chacun ses phobies                      | A Doll's Outhouse                 | 20 octobre 2012      | 13 juillet 2012      | 121        |
| 22 | 22 | L'Île déserte                           | We Are So Grounded                | 20 octobre 2012      | 27 juillet 2012      | 124        |
| 23 | 23 | Franny la frappandingue a encore frappé | Creepy Connie's Curtain Call      | 20 octobre 2012      | 10 août 2012         | 123        |
| 24 | 24 | L'Audition                              | Cattle Cast & Scary Walls         | 20 octobre 2012      | 24 août 2012         | 126        |
| 25 | 25 | La Fête de Zuri                         | Gotcha Day                        | 20 octobre 2012      | 31 août 2012         | 117        |
| 26 | 26 | Le Secret de M. Kipling                 | The Secret Life of Mr. Kipling    | 20 octobre 2012      | 7 septembre 2012     | 125        |

### Deuxième saison (2012-2013)
| №     | #     | Titre français                                                            | Titre original                                                            | Diffusions française | Diffusions originale | Code prod. |
| ----- | ----- | ------------------------------------------------------------------------- | ------------------------------------------------------------------------- | -------------------- | -------------------- | ---------- |
| 27    | 1     | La Nuit de tous les dangers                                               | The Whining                                                               | 29 mai 2013          | 5 octobre 2012       | 202        |
| 28    | 2     | Petits monstres aux yeux verts                                            | Green-Eyed Monsters                                                       | 6 février 2013       | 26 octobre 2012      | 201        |
| 29    | 3     | Nouveaux amis, nouveaux défis                                             | Make New Friends, but Hide the Old                                        | 20 février 2013      | 2 novembre 2012      | 203        |
| 30    | 4     | Lézards et la manière                                                     | 101 Lizards                                                               | 27 février 2013      | 9 novembre 2012      | 205        |
| 31    | 5     | Emma crée son blog                                                        | Trashin' Fashion                                                          | 6 mars 2013          | 30 novembre 2012     | 204        |
| 32    | 6     | Austin & Ally & Jessie : tous ensemble ! (cross-over avec Austin et Ally) | Austin & Jessie & Ally All Star New Year (cross-over avec Austin et Ally) | 30 janvier 2013      | 7 décembre 2012      | 207        |
| 33    | 7     | Le Malentendu                                                             | The Trouble with Tessie                                                   | 6 mars 2013          | 11 janvier 2013      | 206        |
| 34    | 8     | La Robe de soirée                                                         | Say Yes to the Messy Dress                                                | 13 mars 2013         | 18 janvier 2013      | 208        |
| 35    | 9     | La Chouchoute de la maîtresse                                             | Teacher's Pest                                                            | 20 mars 2013         | 1er février 2013     | 210        |
| 36 37 | 10 11 | Jessie fait du cinéma : 1re partie Jessie fait du cinéma : 2e partie      | Jessie's Big Break: Part I Jessie's Big Break: Part II                    | 18 mai 2013          | 15 février 2013      | 216 217    |
| 38    | 12    | C'est la fête à Jessie                                                    | Pain in the Rear Window                                                   | 29 avril 2013        | 1er mars 2013        | 209        |
| 39    | 13    | La Poupée de Jessie                                                       | Toy Con                                                                   | 10 juin 2013         | 8 mars 2013          | 212        |
| 40    | 14    | Être ou ne pas être moi                                                   | To Be Me or Not to Be Me                                                  | 17 juin 2013         | 5 avril 2013         | 211        |
| 41    | 15    | L'Anniversaire                                                            | Why Do Foils Fall in Love?                                                | 4 septembre 2013     | 19 avril 2013        | 214        |
| 42    | 16    | Une nouvelle amie royale                                                  | Kids Don't Wanna Be Shunned                                               | 26 août 2013         | 26 avril 2013        | 215        |
| 43    | 17    | Échec et mat                                                              | All the Knight Moves                                                      | 4 septembre 2013     | 3 mai 2013           | 219        |
| 44    | 18    | Zuri prend son envol                                                      | We Don't Need No Stinkin' Badges                                          | 17 septembre 2013    | 7 juin 2013          | 223        |
| 45    | 19    | Où est passée Lucy ?                                                      | Somebunny's in Trouble                                                    | 18 septembre 2013    | 21 juin 2013         | 221        |
| 46    | 20    | Un amour qui fait mal                                                     | Punch Dumped Love                                                         | 28 novembre 2013     | 28 juin 2013         | 213        |
| 47    | 21    | Un doudou trop collant                                                    | Quitting Cold Koala                                                       | 4 novembre 2013      | 5 juillet 2013       | 218        |
| 48    | 22    | La Chambre forte                                                          | Room Panic Attack                                                         | 12 novembre 2013     | 5 juillet 2013       | 224        |
| 49    | 23    | Joyeux anniversaire, Bertrand !                                           | Throw Mamma from the Terrace                                              | 19 novembre 2013     | 12 juillet 2013      | 222        |
| 50    | 24    | Jess-irminator                                                            | The Jessie-Nator : Grudgement Day                                         | 30 octobre 2013      | 26 juillet 2013      | 220        |
| 51    | 25    | Le Journal de Jessie                                                      | Diary of a Mad Newswoman                                                  | 2 avril 2014         | 9 août 2013          | 225        |
| 52    | 26    | Ruptures et retrouvailles                                                 | Break-Up and Shape-Up                                                     | 25 novembre 2013     | 23 août 2013         | 226        |
| 53 54 | 27 28 | Retrouvailles : 1re partie Retrouvailles : 2e partie                      | G.I. Jessie: Part I G.I. Jessie: Part II                                  | 3 décembre 2013      | 13 septembre 2013    | 227 228    |

### Troisième saison (2013-2014)
| №    | #    | Titre français                                                                                            | Titre original | Diffusions française | Diffusions originale | Code prod. |
| ---- | ---- | --- | --- | -------------------- | -------------------- | ---------- |
| 55   | 1    | Soirée d'Halloween                                                                                        | Ghost Bummers | 29 octobre 2013      | 2 octobre 2013       | 301        |
| 56   | 2    | Jeux de mains, jeux de vilains                                                                            | Caught Purple Handed | 17 février 2014      | 9 octobre 2013       | 302        |
| 57   | 3    | Jessie sur les planches                                                                                   | Understudied and Overdone | 24 février 2014      | 16 octobre 2013      | 303        |
| 58   | 4    | Rendez-vous surprise et panique au zoo !                                                                  | The Blind Date, the Cheapskate and the Primate                                                                                            | 10 mars 2014         | 6 novembre 2013      | 305        |
| 59   | 5    | Combat sur le ring                                                                                        | Lizard Scales and Wrestling Tales | 12 mars 2014         | 20 novembre 2013     | 304        |
| 60   | 6    | Les Ross passent à la télévision                                                                          | The Rosses Get Real | 24 mars 2014         | 27 novembre 2013     | 307        |
| 61   | 7    | Bonne chance Jessie : Un Noël à New York (cross-over avec Bonne chance Charlie)                           | Good Luck Jessie: NYC Christmas (cross-over avec Bonne chance Charlie)                                                                    | 24 décembre 2013     | 4 décembre 2013      | 306        |
| 62   | 8    | Danse et sentiments                                                                                       | Krumping and Crushing | 31 mars 2014         | 18 janvier 2014      | 309        |
| 63   | 9    | Une voisine un peu trop nature                                                                            | Hoedown Showdown | 14 avril 2014        | 29 janvier 2014      | 308        |
| 64   | 10   | Le Premier Job d'Emma                                                                                     | Snack Attack | 21 avril 2014        | 12 février 2014      | 310        |
| 65   | 11   | Une frappadingue peut en cacher une autre                                                                 | Creepy Connie 3: The Creepening | 28 avril 2014        | 19 février 2014      | 311        |
| 66   | 12   | Cours d'art vraiment dramatique                                                                           | Acting with the Frenemy | 12 mai 2014          | 26 février 2014      | 312        |
| 67   | 13   | Une Surprise de la Maison-Blanche                                                                         | From the White House to Our House | 25 août 2014         | 27 mars 2014         | 319        |
| 68   | 14   | Le Critique gastronomique                                                                                 | Help Not Wanted | 8 septembre 2014     | 11 avril 2014        | 313        |
| 69   | 15   | Un baby-sitter très particulier                                                                           | Where's Zuri? | 15 septembre 2014    | 8 mai 2014           | 317        |
| 70   | 16   | Au pas de course !                                                                                        | Morning Rush | 29 septembre 2015    | 26 juin 2014         | 314        |
| 71   | 17   | Silence, on tourne                                                                                        | Lights, Camera, Distraction! | 6 octobre 2014       | 16 juillet 2014      | 315        |
| 72   | 18   | Un anniversaire dans l'espace                                                                             | Spaced Out | 13 octobre 2014      | 14 août 2014         | 318        |
| 73   | 19   | La Vie rêvée de Bertrand                                                                                  | The Telltale Duck | 20 octobre 2014      | 21 août 2014         | 316        |
| 74   | 20   | Trois fans pour un concert                                                                                | Coffee Talk | 17 novembre 2014     | 11 septembre 2014    | 327        |
| 75   | 21   | Coup de foudre à New York                                                                                 | Between the Swoon and New York City | 24 novembre 2014     | 18 septembre 2014    | 323        |
| 76   | 22   | Plus d'argent, plus de problème                                                                           | No Money, Mo' Problems | 1er décembre 2014    | 25 septembre 2014    | 324        |
| 77   | 23   | À la recherche de l'homme idéal                                                                           | The Runaway Bride of Frankenstein | 20 octobre 2014      | 2 octobre 2014       | 325        |
| 78   | 24   | Mariage express                                                                                           | There Goes the Bride | 8 décembre 2014      | 15 octobre 2014      | 326        |
| 79   | 25   | Un taxi pour la Gloire                                                                                    | Ride to Riches | 15 décembre 2014     | 12 novembre 2014     | 320        |
| 8081 | 2627 | Vacances de Noël à Hawaï : 1re partieVacances de Noël à Hawaï : 2e partie (cross-over avec Liv et Maddie) | Jessie's Aloha-holidays with Parker and Joey: Part IJessie's Aloha-holidays with Parker and Joey: Part II (cross-over avec Liv et Maddie) | 22 décembre 2014     | 17 décembre 2014     | 321322     |

### Quatrième saison (2015)
| №      | #      | Titre français | Titre original                                                     | Diffusions française                                | Diffusions originale                 | Code prod. |
| ------ | ------ | --- | ------------------------------------------------------------------ | --------------------------------------------------- | ------------------------------------ | ---------- |
| 82     | 1      | Escapade africaine | But Africa Is So... Fari                                           | 13 avril 2015                                       | 7 janvier 2015                       | 402        |
| 83     | 2      | Sur le fil du rasoir | A Close Shave                                                      | 20 avril 2015                                       | 16 janvier 2015                      | 401        |
| 84     | 3      | Les Ross sont ruinés | Four Broke Kids                                                    | 27 avril 2015                                       | 6 février 2015                       | 410        |
| 85     | 4      | Moby et Cobasy | Moby and SCOBY                                                     | 18 mai 2015                                         | 27 février 2015                      | 404        |
| 86     | 5      | Karaté kid catastrophique | Karate Kid-tastrophe                                               | 25 mai 2015                                         | 25 mars 2015                         | 403        |
| 87     | 6      | Sacrée équipe | Basket Cases                                                       | 8 juin 2015                                         | 26 mars 2015                         | 405        |
| 88     | 7      | Capturer le drapeau | Capture the Nag                                                    | 15 juin 2015                                        | 10 avril 2015                        | 409        |
| 89     | 8      | Voleurs en herbe | What a Steal                                                       | 22 juin 2015                                        | 13 mai 2015                          | 413        |
| 90     | 9      | Emma passe le permis de conduire | Driving Miss Crazy                                                 | 29 juin 2015                                        | 22 mai 2015                          | 408        |
| 91     | 10     | Le nouveau majordome | Bye Bye Bertie                                                     | 7 septembre 2015                                    | 29 mai 2015                          | 407        |
| 929394 | 111213 | Sur une île au large de l'Italie : 1re partieSur une île au large de l'Italie : 2e partieSur une île au large de l'Italie : 3e partie | Rossed at Sea: Part IRossed at Sea: Part IIRossed at Sea: Part III | 14 septembre 201515 septembre 201516 septembre 2015 | 11 juin 201518 juin 201525 juin 2015 | 414415416  |
| 95     | 14     | Pas de danse à deux | Dance, Dance Resolution                                            | 5 octobre 2015                                      | 10 juillet 2015                      | 412        |
| 96     | 15     | La Perruque | Someone Has Tou-pay                                                | 12 octobre 2015                                     | 31 juillet 2015                      | 406        |
| 97     | 16     | Les Voleurs d´identité | Identity Thieves                                                   | 19 octobre 2015                                     | 21 août 2015                         | 417        |
| 98     | 17     | Madame Kipling devient célèbre | Katch Kipling                                                      | 26 octobre 2015                                     | 18 septembre 2015                    | 418        |
| 99     | 18     | Le Bal des revenants | The Ghostest with the Mostest                                      | 31 octobre 2015                                     | 7 octobre 2015                       | 411        |
| 100    | 19     | Multiples talents | The Fear in Our Stars                                              | 23 novembre 2015                                    | 9 octobre 2015                       | 419        |
| 101    | 20     | Jessie à Hollywood | Jessie Goes to Hollywood                                           | 30 novembre 2015                                    | 16 octobre 2015                      | 420        |

## Univers de la série

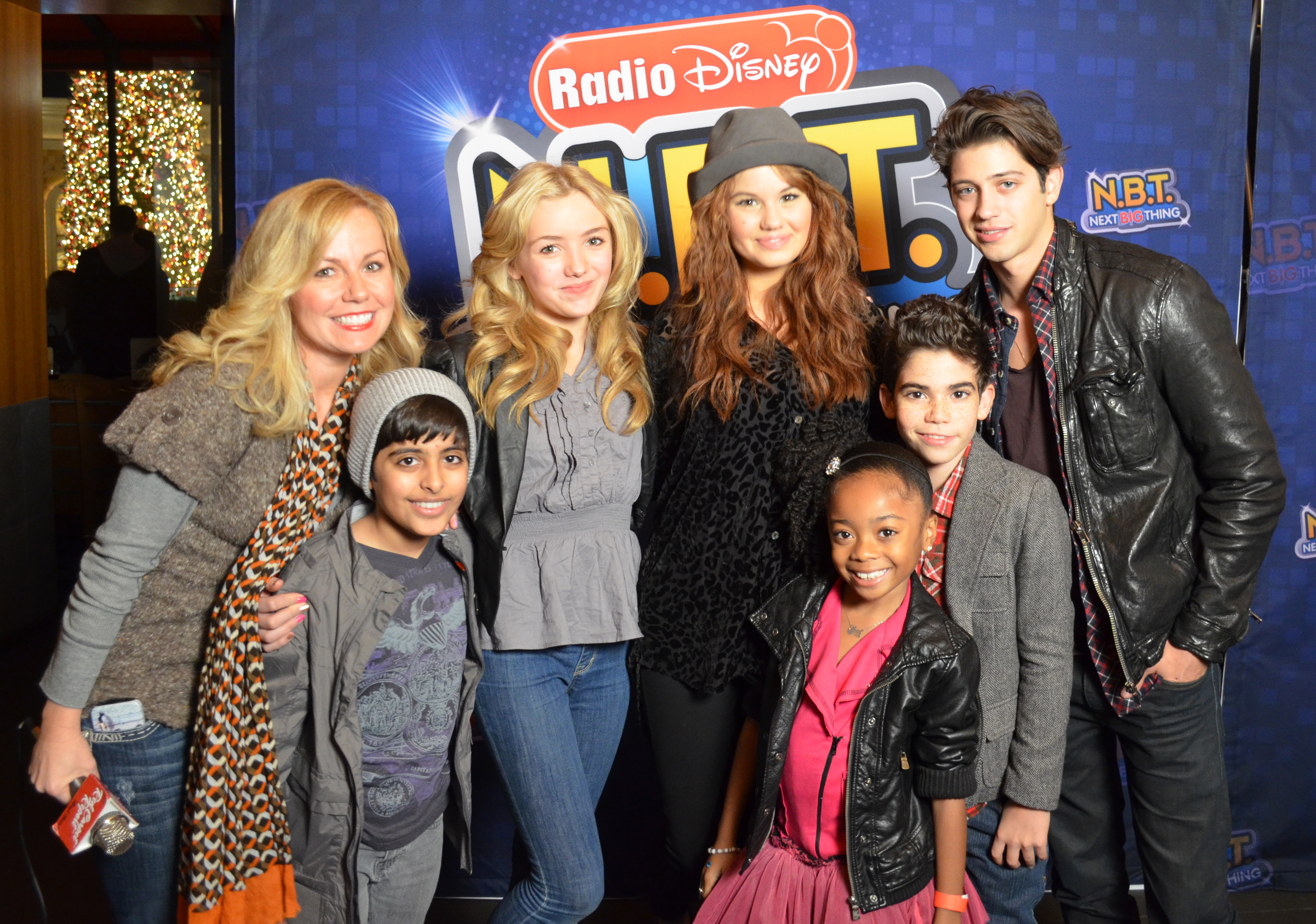
La distribution de la série en 2011.

### Personnages principaux
- Jessica "Jessie" Marie Prescott est une jeune fille de 19 ans idéaliste et débrouillarde qui décide de quitter la base militaire où travaille son père dans la région rurale du Texas et de déménager à New York pour réaliser ses rêves. Dès son arrivée, Zuri demande à Jessie de devenir leur nounou. Alors Jessie devient la nounou des quatre enfants de la famille Ross. Elle chante très bien, sait jouer de la guitare, très forte, sait se battre et est très agile. Elle est en couple avec Tony le portier de l'immeuble mais ils finissent par se quitter en bons termes au bout d'un an de relation car, selon eux, la "flamme" n'est plus là. Elle parle souvent des méthodes de son père, a une famille nombreuse et a eu beaucoup de petits amis. Sa pire ennemie est Darla qui deviendra pourtant sa demi-sœur. Elle rêve de devenir actrice, et le devient dans le dernier épisode, dans lequel elle part à Hollywood pour vivre ce rêve. Elle sortira à nouveau avec Tony à la fin de la saison 4. Tony deviendra son petit ami, et sera le portier du studio où Jessie part travailler en tant qu'actrice. Elle a 23 ans à la fin de la série.
- Emma Evangeline Brooks Ross est l'aînée des quatre enfants de la famille Ross et leur seule enfant biologique. Elle a 13 ans au début de la série. C'est une fille pétillante qui adore la mode. Elle a d'ailleurs un blog de mode "Kitty couture" qu'elle tient avec sa meilleure amie, Rosie et parfois avec sa petite sœur Zuri. Elle passe son temps à critiquer Jessie sur son style vestimentaire, sa manière de manger ou ses relations amoureuses. Dans l'épisode Jessi-minator on découvre qu'elle inventera la machine à voyager dans le temps pour connaître à l'avance les dernières tendances de la mode. D'ailleurs dans l'épisode Quand l'amour fait peur S1E7 elle est virée pour un épisode à cause de sa crise d’adolescence. Elle sort durant un épisode avec Vincent, un garçon charmeur et rebelle puis avec un garçon de son lycée et enfin avec le frère de Darla. Elle fête ses 15 ans dans la saison 3.
- Lucas "Luke" Dagobert Ross est un jeune garçon malicieux de 12 ans au début de la série, adopté à 5 ans, venant de Détroit. Même si Morgan lui a fait croire qu'il vient de Krypton, Jessie lui explique finalement que c'est impossible qu'il vienne de Krypton. Dans l'épisode : Combat sur le ring, Luke demande à Christina qui sont ses parents biologiques pour faire un exposé et elle lui sort une lettre de sa mère qui lui apprend qu'il vient de Détroit, que son 2e prénom est Dagobert et que sa mère s'appelle Vanessa Olson. Luke s’intéresse beaucoup aux filles, il est d'ailleurs fou amoureux de Jessie et veut à tout prix sortir avec elle, il se montre assez jaloux de Tony envers Jessie. Il est aussi un merveilleux danseur, un grand acrobate mais est souvent trop prétentieux. Il fait beaucoup de bêtises et adore embêter son frère et ses sœurs. Il a eu 15 ans à la fin de la série.
- Ravi Ross a été adopté un mois avant le premier épisode. Il a 9 ans, vient d'Inde et est encore très imprégné de sa culture indienne. M. Kipling est le seul souvenir d'Inde qu'il ait pu emmener, c'est son meilleur ami. Mais il découvre que M. Kipling est en fait une Mme Kipling quand elle pondit des œufs. Il est extrêmement intelligent et n'a pas beaucoup d'amis à cause de ses airs de premier de la classe. Il a 13 ans et demi à la fin de la série.
- Zuri Zenobia Ross a été adoptée quand elle était bébé par le couple Ross. Zuri a 7 ans et vient d'Ouganda, en Afrique. Elle est très imaginative, créative et a beaucoup d'amis imaginaires, dont Millie la petite sirène (saison 1). Elle a révélé, lors de deux épisodes, son talent inné pour le théâtre. On découvre dans Échec et Mat (All The Knight Moves) qu'elle est un génie des échecs.C'est elle qui écrit la chanson Face to Face dans l'épisode Austin et Jessie et Ally: tous ensemble Lors de la saison 2, elle sort avec Stuart (un peu trop collant selon elle) mais sait profiter de lui pour faire ses devoirs... Elle manipule beaucoup les gens. Elle a 11 ans à la fin de la série.
- Bertrand Winkle est le majordome sarcastique de la famille. Il a 51 ans et n'a pas l'air d'aimer beaucoup son travail, ni les enfants. Cependant, au fond, il les apprécie et participe régulièrement à leurs bêtises ou leurs aventures. Il aime passer du temps avec Emma devant des émissions de cuisine. Il a peur de se faire renvoyer et il admire beaucoup les majordomes. Il collectionne tout ce qui lui tombe sous la main. Sa mère est une danseuse égocentrique qui ne pense qu'à elle et à ses jambes qu'elle trouve "parfaites". Parfois complice avec Jessie, il se lie d'amitié avec elle et les enfants. Bertrand est paresseux et adore le fromage. Fait étrange, les ustensiles de cuisine sont ses amis. Il a 55 ans à la fin de la série.

### Personnages récurrents
- Morgan Ross  est le père des quatre enfants Ross et réalisateur de cinéma célèbre qui n'a pas toujours un comportement d'adulte, ce qui agace Christina, sa femme.
- Christina Ross est la mère des quatre enfants Ross. C'est une ancienne mannequin vedette (top model en anglais) devenue créatrice de mode.
- Mme Kipling est l'animal de compagnie de la famille Ross, un varan apporté d'Inde par Ravi quand il est venu en Amérique. Au début, Ravi croyait que c'était M. Arnold Kippling jusqu'à ce qu'elle ponde des œufs. C'est aussi la meilleure amie de Ravi. Son nom pourrait être un clin d'œil au célèbre écrivain Anglo-Indien Rudyard Kipling. Elle a plusieurs bébés qui sont adoptés par Mme Chesterfield pour être mis dans une réserve.
- Rhoda Chesterfield fait partie du conseil d'administration de l'immeuble où vit la famille Ross. C'est l'ennemie principale dans la série. Sa première prise de bec avec Jessie et le clan Ross concernait Mme Kipling qui avait déchiré ses vêtements dans l'ascenseur. Elle déteste fondamentalement quiconque n'est pas riche, les jeunes, et les personnes moins égocentriques qu'elle-même. Cela ne l'empêche malheureusement pas d'être amoureuse de Bertrand, ou de prodiguer une affection démesurée à son chihuahua, Zeus. Dans l'épisode "Les lézards et la manière (à confirmer)" elle achète les bébés lézards de Mme Kipling pour les installer dans une réserve. C'est une ancienne mannequin qui a épousé son premier mari pour son argent. Elle a une fille, Cassandra, et un fils, Brooks, qui a été le petit ami de Jessie.
- Officier Peter est un agent de police incapable et imbécile qui est étrangement obsédé par les arts de la scène, il semble intéressé par Agatha. (S2EP11)
- Nanny Agatha est une vilaine nounou anglaise qui interdit à Jessie d'emmener les enfants Ross à Central Park. Elle finit par mettre en ligne des photos de Jessie qui la fait passer pour une mauvaise nounou. Elle a une sœur jumelle, Angela, qui dans l'épisode Les Jumelles essaie de voler le travail de Jessie.
- Bryn : C'est la pire ennemie d'Emma. Dans la saison 2, jalouse d'elle, elle essaiera de lui voler ses amis en se faisant passer pour une descendante d'une famille royale et de lui voler la vedette dans le journal du lycée.
- Franny la "Frappadingue" est en classe de mathématiques avec Luke. Elle est amoureuse de lui et a tendance à le harceler. Elle pense pendant un certain temps que Jessie sort avec lui. À la fin de l'épisode Franny la frappadingue a encore frappé, elle sort avec Ravi. Elle revient une troisième fois dans la saison 3.
- Tony Ciccolini est le portier de l'immeuble où vivent les enfants Ross et Jessie. Il est en couple avec cette dernière mais s'en sépare au bout d'un an de relation. Lors de la saison 3, il en est finalement toujours amoureux, s’apprêtant à lui dire ce qu'il ressent pour elle mais celle-ci sort avec Brooks. Il aide souvent Jessie à se sortir des situations dans lesquelles elle s'empêtre, mais y arrive rarement. Il est Italien et ses parents possèdent un restaurant. Lors de la saison 4, lui et Jessie se remettent en couple. Il sera le portier du studio où travaillera cette dernière à Hollywood.
- Darla est la demi-sœur de Jessie, elles ne s’aiment pas et sont toujours en concurrence pour savoir qui est la meilleure. Elle apparaît dans l'épisode final de la saison 2 et au début de la saison 4.

## Distinctions
| Année | Récompense                        | Catégorie                                       | Travail nommé | Résultat   |
| ----- | --------------------------------- | ----------------------------------------------- | ------------- | ---------- |
| 2012  | Young Artist Awards               | Meilleur jeune acteur dans une série            | Karan Brar    | Lauréat    |
| 2013  | Young Artist Awards               | Meilleur jeune acteur dans une série            | Karan Brar    | Nomination |
| 2013  | BAFTA Awards                      | Meilleure série pour ados                       | Jessie        | Lauréat    |
| 2014  | NAACP Image Awards                | Meilleur acteur dans une série pour ados/enfant | Karan Brar    | Nomination |
| 2014  | Kids' Choice Awards               | Meilleure série                                 | Jessie        | Nomination |
| 2014  | Kids' Choice Awards               | Meilleure actrice dans une série                | Debby Ryan    | Nomination |
| 2014  | Teen Choice Awards                | Meilleure actrice dans une série                | Debby Ryan    | Nomination |
| 2014  | British Academy Children's Awards | Meilleure série pour ados/enfants               | Jessie        | Lauréat    |
| 2014  | British Academy Children's Awards | Meilleure série pour ados/enfants               | Jessie        | Lauréat    |
| 2015  | Kids' Choice Awards               | Meilleure série télévisée                       | Jessie        | Nomination |

## Commentaires
- La chanson du générique Hey Jessie est interprétée par Debby Ryan.
- Joey Richter, ami de Darren Criss, a joué dans l'épisode Emma est amoureuse dans le rôle d'un agent de sécurité, il deviendra acteur récurrents par la suite.[réf. nécessaire]
- Un Disney Channel Original Movie de 50 minutes intitulé "Jessie à l'armée" devait sortir en 2013 mais fut annulé.
- Michelle Obama a fait une apparition dans l'épisode 13 de la saison 3 pour aider à sensibiliser aux sacrifices et aux besoins des familles de militaires.
- En 2015, Disney Channel India a décliné la série Jessie ainsi que les séries Shake It Up, Bonne chance Charlie et La Vie de palace de Zack et Cody en version indienne sous les noms Oye Jassie!, Shake It Up, Best of Luck Nikki et The Suite Life of Karan and Kabir[10]
- La série prendra fin à la saison 4 en 2015.
- La série a connu un crossover avec le dessin animé Ultimate Spider-Man, dans lequel Jessie et les enfants Ross font équipe avec le Tisseur pour combattre la fée Morgane.
- Il existe également un crossover avec la série Austin et Ally où Austin et ses amis se rendent a New York pour qu'il puisse chanter à Times Square pour le nouvel an, mais aussi avec la série Bonne Chance Charlie et Liv et Maddie.
- Peyton Roi List est absente des épisodes 7 et 14 de la saison 1.
- Dans le second épisode de la saison 3 , Debby Ryan retrouve l'acteur Matthew Timmons avec lequel elle a joué dans une autre série Disney Channel : La vie de croisière de Zack et Cody.